# Cachalote-pigmeu
O Cachalote-Pigmeu (Kogia breviceps) atinge apenas 4 m de comprimento e é mais comum nos mares austrais, embora também nas águas dos Açores e da Madeira; alimenta-se de cefalópodes e crustáceos.
Este mamífero cetáceo pertence à família dos Kogiidae. Os cachalotes pigmeus e anão (Kogia breviceps e K. simus) são os únicos outros membros desse grupo.
O tamanho da população é desconhecido mas aparentemente são raros. Nos Açores esta regra também se aplica e quando são observados, normalmente mergulham antes da embarcação poder se aproximar.
Estudos de conteúdos estomacais realizados em animais arrojados demostram que esta espécie se alimenta em profundidade, principalmente de cefalópodes. A maioria dos avistamentos de cachalotes pigmeus são de animais solitários ou em pequenos grupos, normalmente menos de cinco indivíduos. Os nascimentos parecem ocorrer na primavera e verão.
Quando atingem a maturidade sexual ao 3-5 anos de idade, as fêmeas podem reproduzir anualmente. Não é uma espécie fácil de ver no mar pois é de difícil detecção, a não ser que o mar esteja extremamente calmo. No entanto, esta espécie está entre os cetáceos de pequeno porte que arrojam mais frequentemente. Quando são avistados no mar, emergem lentamente e muitas vezes repousam sem qualquer movimento ou bufo visível.

## Descrição Geral
O cachalote é caracterizado por uma cabeça muito grande, especialmente nos machos, que normalmente ocupa um terço do comprimento do animal. O nome específico macrocéfalo decorre do grego e significa "cabeça grande". Ao contrário da pele lisa da maioria das outras grandes baleias, a pele na parte de trás do cachalote geralmente é cheia de solavancos e tem sido comparada a uma ameixa seca por observadores amantes de baleias. Tem uma cor cinza uniforme, embora possa parecer marrom na luz do sol; também foram observadas baleias brancas albinas. Talvez não surpreendentemente, o cachalote tem o maior e mais pesado cérebro de todos os animais modernos e extintos conhecidos (pesando em média 7 kg em um macho adulto). Ainda assim , o cérebro não é grande comparado ao tamanho do corpo.[carece de fontes?]
Onde ocorre a respiração está localizado muito perto da parte frontal da cabeça e é movido para o lado esquerdo da baleia. Isto origina um sopro frontal de tamanho substancial. O cachalote não tem uma barbatana dorsal verdadeira, mas há uma série de excrescências no terço caudal das costas. O maior foi chamado de "corcunda" pelos baleeiros e sua forma é comumente confundida com a barbatana dorsal.[carece de fontes?]
Também a cauda é triangular e é muito fina. Antes do mergulho o animal levanta-a por uma altura considerável na superfície da água.[carece de fontes?]
Os cachalotes têm 20 a 26 pares de dentes em forma de cone na mandíbula inferior, cada um com 8 a 20 cm de comprimento. Cada dente pode pesar quase um quilograma. A causa para a presença dos dentes não é conhecida com certeza. Acredita-se que eles não são necessários para comer lula e de fato na natureza foram encontrados cachalotes sem dentes em boa saúde. A opinião científica geral atual é que os dentes são usados na agressão entre machos da mesma espécie. Essa hipótese é motivada pela forma cônica e pelo grande espaço entre um dente e outro. Além disso, os cachalotes masculinos frequentemente apresentam cicatrizes que parecem ser causadas pelos dentes de outros machos. Dentes rudimentares estão presentes na mandíbula superior, mas raramente abrem na boca.[carece de fontes?]
Os cachalotes se encontram entre os cetáceos que apresentam um maior dimorfismo sexual (que é uma grande diferença entre machos e fêmeas). Os machos são geralmente 30-50% mais longos que as fêmeas (16–18 m versus 12–14 m) e pesam duas vezes (50 toneladas versus 25 toneladas). Ao nascer, tanto os machos como as fêmeas medem cerca de 4 m de comprimento e pesam 1 tonelada.[carece de fontes?]
Devido à intensiva caça, o tamanho dos cachalotes diminuiu extremadamente, principalmente porque os machos maiores foram mortos primeiro e mais intensamente, já que eram mais ricos em espermacete (o óleo de esperma era de grande valor nos séculos XVIII e XIX. século). No museu de Nantucket existe uma mandíbula de esperma de 5,5 m de comprimento. A mandíbula cresce até 20-25% do comprimento total do cachalote. Então, esta baleia poderia ter 28 m de comprimento e pesar cerca de 150 toneladas. Outro teste dos grandes machos do passado está no museu de New Bedford e é uma mandíbula de 5,2 metros de comprimento de um macho que poderia ter medido cerca de 25,6 metros de comprimento e ter uma massa de cerca de 120-130 toneladas. Além disso, os registros a bordo localizados nos museus de Nantucket e Bedford são ricos em referências a machos que, dada a quantidade de óleo obtida a partir deles, tinham aproximadamente o mesmo tamanho desses dois espécimes. Hoje, os cachalotes machos geralmente não ultrapassam 18 m de comprimento e 52 toneladas de peso. Atualmente, os cachalotes machos geralmente não excedem 18 m de comprimento e 52 toneladas de peso. Os maiores cachalotes já observados eram comparáveis em tamanho à baleia comum (menor que a baleia azul), o que torna a baleia cachalote a segunda ou terceira maior espécie viva.[carece de fontes?]
Os cachalotes são um primoroso exemplo de espécies que aderiram a estratégia K, o que sugere que as espécies se desenvolvem principalmente sob condições ambientais muito estáveis. Essa evolução relativamente "fácil" levou a espécie a ter baixa taxa de natalidade, maturação lenta e alta longevidade. As fêmeas dão à luz uma vez a cada quatro a seis anos e o período de gestação dura pelo menos 12 meses e talvez dure 18 meses. A amamentação dura de dois a três anos. A puberdade dura entre 10 e 20 anos nos homens. Os machos continuam a crescer mesmo aos 30-40 anos e atingem seu tamanho normal por volta dos 50 anos. Os cachalotes vivem até 80 anos.[carece de fontes?]
O cachalote possui alguns registros do mundo natural:
1. O maior animal com dentes conhecidos.
2. O maior cérebro de todos os seres vivos da Terra. O cérebro de um cachalote maduro pesa 7 kg e até espécimes existiam com cérebros pesando 9 kg.
3. O mamífero que mergulha mais fundo (até a profundidade de 2200 metros), prendendo a respiração por mais de 2 horas.
4. De acordo com um artigo da National Geographic de 2003, o cachalote seria o animal mais ruidoso do mundo. As pressões do cachalote têm um nível de emissão que excede 230 dB a uma pressão de um micro pascal e a uma distância de um metro.[carece de fontes?]

## Distribuição
O Cachalote Pigmeu é uma espécie cosmopolita, comparecendo em águas temperadas, subtropicais  e  tropicais  de  todos  os  oceanos  (Leatherwood  &  Reeves  1983).  O conhecimento da sua distribuição baseia-se, quase exclusivamente, em registos de arrojamentos.
No  Atlântico  Norte,  as  principais  concentrações  localizam-se  na  Costa  Sudeste dos Estados Unidos da América, e para o Atlântico Nordeste a sua presença foi já assinalada em vários pontos da costa europeia: Holanda, Irlanda, França (Duguy 1977, Duguy & Robienau 1982), Espanha (Nores & Perez 1982) e Portugal (incluindo  os  Arquipélagos dos  Açores  e  da  Madeira)  (Maul  &  Sergeant  1977,  Teixeira 1978, Reiner 1981, Martins et al. 1985, Sequeira et al. 1992).
Existem  igualmente  registos  da  sua  presença  na  costa  oeste-africana  (Cadenat 1959), apesar de, tal como se verifica para outros pontos da sua área de distribuição, não existir qualquer tipo de informação sobre efetivos e tendências populacionais.
Considera-se ainda que pode utilizar toda a área da Zona Econômica Exclusiva da Madeira, especialmente junto às ilhas e bancos submarinos.

## Habitat
Aparentemente o Cachalote Pigmeu é cosmopolita, habitando águas profundas dos mares temperados, sub-temperados e tropicais.
Podem ser solitários ou formarem pequenos grupos. Por pertencerem a águas oceânicas, dificilmente são visualizadas nas praias do Estado.

## População
É inexistente qualquer tipo de informação sobre a abundância e o estatuto populacional a nível mundial (Leatherwood & Reeves 1983). Nas áreas onde ocorre regularmente, o Cachalote Pigmeu pode ser observado individualmente ou em pequenos grupos, até 6 animais. A ocorrência de arrojamentos em algumas regiões, como por exemplo na Florida (EUA) e na África do Sul, insinua que o cachalote-pigmeu é  relativamente  comum localmente  (Reeves  et  al. 2002).
Devido ao seu comportamento pouco conspícuo, tem sido considerado comum, inclusive no Arquipélago da Madeira. Contudo, com o maior esforço de observação no mar tem aumentado o número de avistamentos desta espécie, indiciando que  poderá  ser  mais comum  do  que  atualmente  se  julga.  Não  há  informação disponível  sobre  tendência populacional.

## Características
Os representantes desta espécie, assim como o Cachalote-Anão, têm características que são comuns aos cachalotes, e daí o seu nome não ultrapassando, no entanto, os 3.5m de comprimento. São animais muito tímidos que evitam a aproximação de embarcações, e o pouco que se sabe da sua biologia advém principalmente de animais arrojados.
O cachalote é a maior das baleias com dentes, apresentam a cabeça quadrangular com um órgão denominado espermacete, relacionado a sua flutuabilidade e maxilar inferior estreito. Medem de modo geral 4m e tem coloração cinza-azulado escuro no dorso, com ventre mais claro. A boca é uma de suas características mais marcantes, assemelhando-se muito a de um tubarão. Além disso, apresenta marcas brancas que dão a impressão de possuírem guelras, nadadeiras peitorais pequenas bem próximas à cabeça, assim como uma pequena nadadeira dorsal. Tem como alimentação as lulas, pequenos peixes e crustáceos. São considerados ameaçados de extinção como todos os cetáceos, apesar da escassez de dados, devido à captura acidental em redes de pesca. Essa espécie tem o peculiar comportamento de flutuar imóvel sobre a superfície da água. Quando ameaçado, pode liberar um líquido intestinal avermelhado que funciona como chamariz para despistar a ameaça. O reconhecimento da existência de duas espécies de Kogia é muito recente (1966). É um animal pelágico.

## Fatores de Ameaça
A captura acidental em artes de poluição e a pesca por metais pesados e organoclorados são  considerados  hoje em dia os  principais  fatores  de  ameaça  para tal espécie. Em áreas onde se assiste a um desenvolvimento de atividades de observação  de cetáceos  (e.g.  Madeira),  estas  poderão  constituir-se  como  uma ameaça  potencial para  a  espécie,  pela  perturbação  introduzida  no  habitat  e também pelo perigo de eventuais colisões com embarcações.

## Ciclo de Vida
Os cachalotes chegam à maturidade física entre os 25 e 45 anos e à maturidade sexual entre os 7 e 13 anos de idade. Após um período de gestação entre os 15 e 16 meses, a fêmea dá à luz só uma cria, que fica com a mãe por diversos anos até alcançar a maturidade. Existem registros de que chegam a viver até 62 anos.
Os cachalotes são comercialmente valiosos e têm sido caçados por vários séculos. A baleia branca do romance de Herman Melville, Moby Dick (1851), é provavelmente uma baleia cachalote albina.

## Medidas de Conservação
No  Continente  está  em  vigor    legislação  específica  nacional  de  proteção  de mamíferos  marinhos,  bem  como regulamentação e transposição de  legislação internacional.  O  "Guia  de  Identificação  de  Cetáceos"  (Sequeira  &  Farinha  1998) foi produzido como material de divulgação.
Na  Madeira,  para  além  da  legislação  internacional  em  vigor,  foi  implementada legislação regional de proteção. O Museu da Baleia dinamiza a sensibilização, divulgação e investigação para a conservação dos cetáceos neste Arquipélago.
No  âmbito  do  "Projeto  para  a  Conservação  dos  Cetáceos  no  Arquipélago  da Madeira", promove-se a avaliação dos efetivos populacionais, estudos de ecologia e biologia, bem como a avaliação das principais ameaças no sentido de apresentar às entidades  competentes campanhas de educação, sensibilização ambiental e propostas  de  novas  medidas  de  conservação.  Uma  das  medidas  de conservação atualmente  em  processo  de  implementação  é  o  regulamento  de adesão voluntária para as embarcações comerciais de observação de cetáceos no  sentido  de  minimizar  o impacto  desta  atividade  na  Região  Autônoma  da Madeira. Igualmente no âmbito daquele projeto, está a ser preparado um plano de monitorização das populações de cetáceos a longo prazo.

## Curiosidades
Os Cachalotes Pigmeus são avistado em zonas temperadas quentes e tropicais, normalmente oceânicas, em todo o mundo. Aparentam preferir águas mais temperadas que os cachalotes anões, que são avistados em águas mais tropicais. É muito difícil diferenciar entre estas duas espécies no mar. Os cachalotes pigmeus são maiores, e a barbatana dorsal é mais pequena, redonda e encontra-se numa posição mais posterior no dorso.
Devido à dificuldade de detectar esta espécie no mar, não é uma espécie frequente nos Açores. No entanto, todos os anos, temos um ou dois avistamentos de cachalotes pigmeus, principalmente em Julho e Agosto, apesar de já terem sido vistos entre Maio e Outubro. Todos os avistamentos ocorreram em dia de mar chão (muito calmo).
Podem arquear um pouco dorso ou apenas submergir lentamente se se assustarem com alguma embarcação ou qualquer outra coisa.